# Agriothera elaeocarpophaga
Agriothera elaeocarpophaga är en fjärilsart som beskrevs av Sigeru Moriuti 1978. Agriothera elaeocarpophaga ingår i släktet Agriothera och familjen bronsmalar. Inga underarter finns listade i Catalogue of Life.